# Alabinskaja
Alabinskaja (Russisch: Ала́бинская) is het jongste station van de metro van Samara en tevens het westelijke eindpunt van de enige metrolijn in de stad. In het ontwerp van 1980 was het station opgenomen onder de naam Oktjabrskaja. Na vele vertragingen bij de aanleg van de metro werd het station op 26 december 2014 opgeleverd en ging de reizigersdienst op 1 februari 2015 van start. Sindsdien wordt gewerkt aan de bouw ten westen van Alabinskaja naar het geplande eindpunt Teatralnaja. 